# Kirstie Alley
Kirstie Louise Alley (født 12. januar 1951, død 5. december 2022) var en amerikansk skuespiller, bedst kendt for sin rolle i tv-serien Sams Bar, da hun vandt en Emmy Award og en Golden Globe Award i kategorien Outstanding Leading Actress in a Comedy Series i 1991.

## Filmografi
| År   | Titel                           | Rolle               | Notes                                               |
| ---- | ------------------------------- | ------------------- | --------------------------------------------------- |
| 1982 | Star Trek II: The Wrath of Khan | Lt. Saavik          | Nomineret —Saturn Award for Best Supporting Actress |
| 1983 | One More Chance                 | Sheila              |                                                     |
| 1984 | Champions                       | Barbara             |                                                     |
| 1984 | Blind Date                      |                     |                                                     |
| 1984 | Runaway                         | Jackie Rogers       | Nomineret —Saturn Award for Best Supporting Actress |
| 1987 | Summer School                   | Ms. Robin Bishop    |                                                     |
| 1988 | Shoot to Kill                   | Sarah Renell        |                                                     |
| 1989 | Look Who's Talking              | Mollie              |                                                     |
| 1989 | Loverboy                        | Dr. Joyce Palmer    |                                                     |
| 1990 | Madhouse                        | Jessie Bannister    |                                                     |
| 1990 | Look Who's Talking Too          | Mollie              |                                                     |
| 1990 | Sibling Rivalry                 | Marjorie Turner     |                                                     |
| 1993 | Look Who's Talking Now          | Mollie Ubriacco     |                                                     |
| 1994 | 3 Chains o' Gold                | Vanessa Bartholomew |                                                     |
| 1995 | Village of the Damned           | Dr. Susan Verner    |                                                     |
| 1995 | To Tøser Ta'r Affære            | Diane Barrows       |                                                     |
| 1995 | Peter And The Wolf              | Annie               |                                                     |
| 1997 | Deconstructing Harry            | Joan                |                                                     |
| 1997 | For Richer or Poorer            | Caroline Sexton     |                                                     |
| 1997 | Toothless                       | Dr. Katherine Lewis |                                                     |
| 1999 | Drop Dead Gorgeous              | Gladys Leeman       |                                                     |
| 2002 | Back by Midnight                | Gloria Beaumont     |                                                     |
| 2010 | Nailed                          | Tante Rita          |                                                     |

| År        | Titel                    | Rolle                     | Bemærkninger |
| --------- | ------------------------ | ------------------------- | --- |
| 1983      | Masquerade               | Casey Collins             | (2 episoder) |
| 1984      | Sins of the Past         | Patrice Cantwell          | |
| 1985      | A Bunny's Tale           | Gloria Steinem            | |
| 1985      | The Hitchhiker           | Angelica                  | Episode "Out of the Night" Nomineret—CableACE Award for Actress in a Dramatic Series |
| 1985      | North and South          | Virgilia Hazard           | (miniserie) |
| 1986      | North and South II       | Virgilia Hazard           | (miniserie) |
| 1986      | Stark: Mirror Image      | Maggie Carter             | |
| 1987      | The Hitchhiker           | Jane L.                   | Episode "The Legendary Billy B." |
| 1987      | Infidelity               | Ellie Denato              | |
| 1987–1993 | Sams Bar                 | Rebecca Howe              | Emmy Award for Outstanding Lead Actress – Comedy Series (1991) Golden Globe Award for Best Actress - Television Series Musical or Comedy (1991) Nomineret — Emmy Award for Outstanding Lead Actress – Comedy Series (1988, 1990, 1992, 1993) Nomineret — Golden Globe Award for Best Actress - Television Series Musical or Comedy (1990, 1992, 1993) |
| 1994      | David's Mother           | Sally Goodson             | Emmy Award for Outstanding Lead Actress – Miniseries or a Movie Nomineret—Golden Globe Award for Best Actress - Miniseries or Television Film |
| 1996      | Peter and the Wolf       | Annie / Fugl / And / Kat  | |
| 1996      | Radiant City             | Gloria Goodman            | |
| 1997      | The Last Don             | Rose Marie Clericuzio     | (miniserie) Nomineret— Emmy Award for Outstanding Supporting Actress – Miniseries or a Movie] |
| 1997      | Toothless                | Dr. Katherine Lewis       | (tv-film) |
| 1997–2000 | Veronica's Closet        | Veronica Chase            | (også producer) Nomineret— Emmy Award for Outstanding Lead Actress – Comedy Series (1997) Nomineret—Golden Globe Award for Best Actress - Television Series Musical or Comedy (1998) Nomineret — Screen Actors Guild Award for Outstanding Performance by a Female Actor in a Comedy Series                                                           |
| 1998      | The Last Don II          | Rose Marie Clericuzio     | (miniserie) |
| 2001      | Blonde                   | Elsie                     | (miniserie) |
| 2002      | Salem Witch Trials       | Ann Putnam                | (miniserie) |
| 2003      | Profoundly Normal        | Donna Lee Shelby Thornton | (ogs executive producer) |
| 2004      | Family Sins              | Brenda Geck               | |
| 2004      | While I Was Gone         | Jo Beckett                | |
| 2004      | Without A Trace          | Noreen Raab               | Episode "Risen" |
| 2005–2006 | Fat Actress              | Sig selv                  | (7 episoder) |
| 2006      | King of Queens           | Sig selv                  | |
| 2007      | Write & Wrong            | Byrdie Langdon            | |
| 2007      | The Minister Of Divine   | Sydney Hudson             | |
| 2010      | The Marriage Ref         | Sig selv (gæstedommer)    | |
| 2010      | Kirstie Alley's Big Life | Sig selv                  | Reality tv-serie |